# Eiconaxius parvus
Eiconaxius parvus är en kräftdjursart som beskrevs av Charles Spence Bate 1888. Eiconaxius parvus ingår i släktet Eiconaxius och familjen Axiidae. Inga underarter finns listade i Catalogue of Life.